# Basilique Saint-Jacques de Straubing
Cette  basilique n’est pas la seule basilique Saint-Jacques.
La basilique Saint-Jacques de Straubing est une basilique de l'Église catholique située dans la ville de Straubing, au sud de l'Allemagne en Bavière.
C'est le plus haut édifice de la ville. Elle est dédiée à saint Jacques de Zébédée.
L'architecte en est Hans von Burghausen.

## Historique
La construction a commencé en 1392 et s'est achevée à la fin du XVIe siècle avec la construction de la tour.
Le 23 juillet 1989, le pape Jean-Paul II a élevé l'église au statut de basilique mineure.

## Dimensions
Les dimensions de l'édifice sont les suivantes :

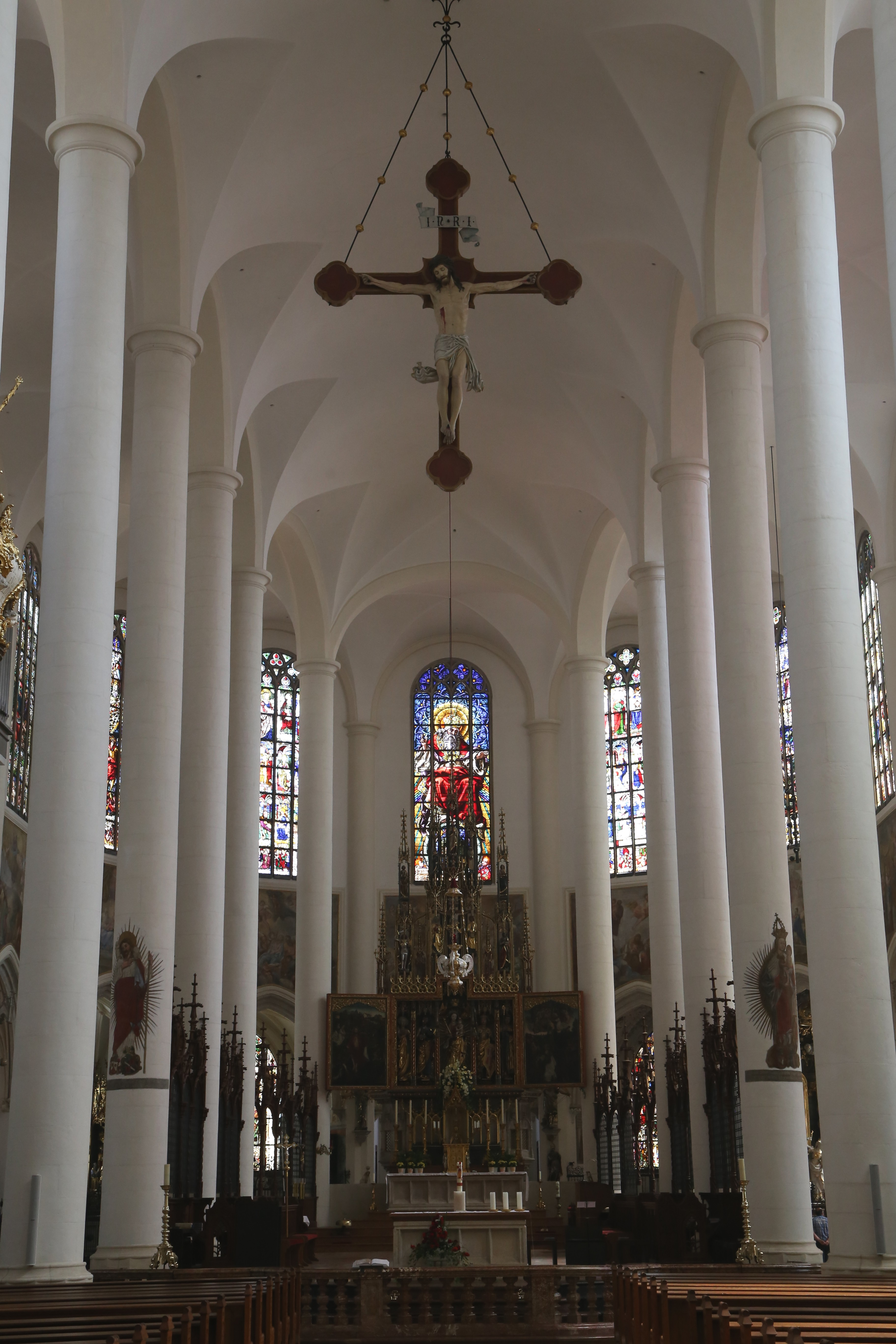
Intérieur de l'église.

- hauteur sous voûte : 21 m ;
- longueur totale : 89 m ;
- hauteur du clocher : 89,5 m ;
- largeur : 28 m ;
- surface au sol : 2 132 m2 ;
- capacité : 750 personnes.